# Émile Depasse
Pour les articles homonymes, voir Depasse.
Émile Toussaint Marie Depasse est un homme politique français né le 29 juillet 1804 à Guingamp (Côtes-du-Nord) et mort le 27 avril 1880 à Lannion (Côtes-du-Nord).

## Biographie
Notaire à Lannion, il est maire de la ville en 1839, et y fonde en 1843 une salle d'asile. Il est à l'origine de la création de la toute première cantine scolaire.
Il est député des Côtes-du-Nord de 1848 à 1851, siégeant à droite avec les monarchistes. Il proteste contre le coup d’État du 2 décembre 1851, et se présente plusieurs fois, sans succès, comme candidat d'opposition sous l'Empire. En 1871, il est élu représentant des Côtes-du-Nord, siégeant au centre droit, et conseiller général du canton de Lannion. Il quitte la vie politique en 1876.

## Sources
- « Émile Depasse », dans Adolphe Robert et Gaston Cougny, Dictionnaire des parlementaires français, Edgar Bourloton, 1889-1891 [détail de l’édition]